# Erik Trolle
Erik Trolle o Erik Arvidsson (1460-1530) fue elegido Regente de Suecia en 1512 durante el período de la Unión de Kalmar. Fue Juez de Närke y Señor Alto Canciller de Suecia desde 1487.
Erik Arvidsson nació hacia 1460 en una importante familia de la alta nobleza sueca y recibió una educación dirigida hacia la carrera eclesiástica. Estudió en las universidades de Rostock y Colonia, consiguió la posición de canónigo en Upsala y Linköping pero nunca fue ordenado. Se casó en 1487 con Ingeborg Philipsdatter (que murió en 1495) su prima materna, y vivió con ella en la mansión de Ekholmen en Uppland. Su segunda esposa, desde 1512, fue Karin Eriksdotter Gyllenstierna, una mujer mucho más joven que él, que vivió hasta 1562. Su segunda esposa era bisnieta del rey Carlos VIII de Suecia.
Los padres de Erik eran Arvid Birgersson Trolle (muerto en 1505 y su primera esposa Kerstin Jonsdotter (Gädda). Su padre había conseguido emparentar su linaje con la poderosa familia Thott casándose en segundas nupcias con Beata Ivarsdotter Thott (que murió en 1487). El padre de Erik contraería un tercer matrimonio con Brita Turesdotter Bielke.
El hijo de Erik, Gustav Trolle (1488-1535), sería nombrado Arzobispo de Upsala, y se convertiría en el líder de la Iglesia de Suecia.
Erik fue elegido Regente (riksföreståndare) en una reunión del Alto Consejo de Suecia en 1512 a la muerte del Regente Svante Nilsson, Señor de Ekesiö, pero nunca llegó a asumir el puesto, que fue ocupado por el hijo de su rival, Sten Sture el Joven.

## Familia
Se casó por primera vez el 30 de septiembre de 1487 con Ingeborg Filipsdotter Thott (murió ahogada en 1495 en el lago Mälaren). Con ella tuvo cinco hijos:
- Gustav Eriksson Trolle, bautizado el 25 de septiembre de 1488, que murió en julio de 1535 en una prisión en el castillo Gottorp.
- Ermegård Eriksdotter, ahogada en el lago Mälaren en 1495.
- Kristina Eriksdotter, ahogada en el lago Mälaren en 1495.
- Otros dos hijos, que murieron jóvenes.

- Joakim Eriksson, que no es seguro si nació del primer o segundo matrimonio. Incluso se cree que era ilegítimo.

En 1512 Erik se casó con Karin Eriksdotter (Gyllenstierna) (murió sobre el 12 de marzo de 1562). Con ella tuvo dos hijas:
- Beata Eriksdotter Trolle, nacida en 1516 y que murió el 13 de abril de 1591 en Steninge, y se casó en 1538 con Gabriel Kristiernsson Oxenstierna, primer Barón de Mörby y Steninge (muerto en 1585).
- Ingeborg Eriksdotter Trolle, murió en 1590, se casó el 13 de enero de 1544 con Niels Eriksen Ryning, señor de Lagnoe y Gimmersta (murió en 1578).

| Predecesor: Svante Nilsson | Regente de Suecia 1512 | Sucesor: Sten Sture el Joven |

- Datos: Q958817